# نقش سلوان

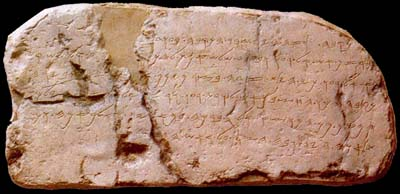
نقش سلوان في متحف إسطنبول الأثري

نقش سلوان هو كتابة كانت منقوشة في حائط نفق بقرية سلوان المجاورة للبلدة القديمة في القدس. يخلد النقش مشروع حفر النفق الذي تم استخدامه لتسييل مياه نبع أم الدرج إلى داخل أسوار مدينة القدس في القرن الثامن قبل الميلاد. تم العثور على نقش سلوان في 1880 أيام حكم الدولة العثمانية على القدس. في 1891 قطع مجهول الحائط الذي حمل النقش، وأخرج النقش من النفق. وُجد النقش مكسوراً، وبعد ترميمه تم نقله إلى متحف إسطنبول الأثري.
النقش مكتوب بالعبرية التوراتية، أي بنفس اللغة التي كتبت بها معظم أسفار العهد القديم (التناخ)، بالأبجدية الفينيقية. يلائم نصه مقطعين من الكتاب المقدس يسردان مشاريع الملك حزقيا الذي ملك على مملكة يهوذا في القرن الثامن قبل الميلاد، إلا أن النص لا يشتمل على اسم الملك أو على التاريخ الذي نُقش فيه.

## نص النقش
يشابه أسلوب النص الأسلوب السائد في الأسفار المبكرة تاريخيا من العهد القديم (التناخ). تكتب معظم الكلمات بصيغة «ناقصة» أي بدون استخدام حروف العلة كإشارة إلى الحكرات. طريقة الكتابة «الناقصة» هي الطريقة السائدة في النصوص الأوغاريتية وغيرها من النصوص القديمة المعثور عليها في بلاد الشام. أما عدد من الكلمات فتكتب مع حروف العلة بالصيغة المقبولة في العبرية العصرية أيضاً (مثلاً، كلمة «موصا» بمعنى «مخرج»). ويختلف اللسانيون على ما يمكن استنتاجه من هذه الظاهرة اللغوية، إذا كانت إشارة إلى لفظ الكلمات في ذلك الحين (أي «مَوْصَأ» بدلاً من اللفظ العصري «مُوصَا»)، أو إلى الخطوة الأولى من ممارسة فكرة حروف العلة لتيسير القراءة.
يحتوي النص على كلمة عبرية غير معروفة من الكتاب المقدس أو من أي مصدر آخر، وهي كلمة «زده» التي لا يستطيع اللسانيون تفسيرها إلا من سياق النص. وحسب السياق يبدو أن معنى الكلمة هو صدع دقيق في الصخر استخدمه الحافرون كعلامة دلت على مسار الحفر.
يذكر النص أن طول نفق سلوان هو 1200 ذراع وبما أن طول النفق هو 533 مترا حسب المقاييس العصرية، يمكن حساب طول ذراع واحد، وهو 44,4 سنتيمترا. يفيد هذا الحساب تفسير نصوص عديدة تذكر هذا القياس القديم.

### ترجمة النص إلى العربية
«[انتهى؟] النقب. وهذا كان أمر النقب. بينما... البلطة، رجل إلى أخيه، وما زالت ثلاثة أذرع ليحفروها، سُمع صوت رجل يدعو إلى أخيه إذ كان صدى في الصخر من اليمين واليسار. وفي يوم النقب ضرب النقابون رجل تجاه أخيه، بلطة إلى بلطة، فذهب المياه من المخرج إلى البركة ألفاً ومائتين ذراع، ومائة ذراع كان الصخر فوق رؤوس الناقبين.»

### النص بالحروف العبرية العصرية
"[תמה] הנקבה וזה היה דבר הנקבה בעוד [החצבם מנפם את] הגרזן אש אל רעו ובעוד שלש אמת להנק[ב וישמ]ע קל אש קרא אל רעו כי הית זדה בצר מימן ומ[שמ]אל ובים הנקבה הכו החצבם אש לקרת רעו גרזן על [ג]רזן וילכו המים מן המוצא אל הברכה במאתים ואלף אמה ומאת אמה היה גבה הצר על ראש החצב[ם]"

## العلاقة بالكتاب المقدس
يلائم نص نقش سلوان نصوص الكتاب المقدس (التناخ) التي تتناول مشاريع حزقيا ملك يهوذا:
«وبقية أمور حزقيا وكل جبروته وكيف عمل البركة والقناة وأدخل الماء إلى المدينة أما هي مكتوبة في سفر اخبار الايام لملوك يهوذا» (سفر الملوك الثاني، الأصحاح ال20، 20)
«وحزقيا هذا سد مخرج مياه جيحون الأعلى وأجراها تحت الأرض إلى الجهة الغربية من مدينة داود وأفلح حزقيا في كل عمله» (سفر أخبار الأيام الثاني، الأصحاح ال32، 30)